# Chronique (journalisme)
Pour les articles homonymes, voir Chronique.
 (août 2021).
Si vous disposez d'ouvrages ou d'articles de référence ou si vous connaissez des sites web de qualité traitant du thème abordé ici, merci de compléter l'article en donnant les références utiles à sa vérifiabilité et en les liant à la section « Notes et références ».

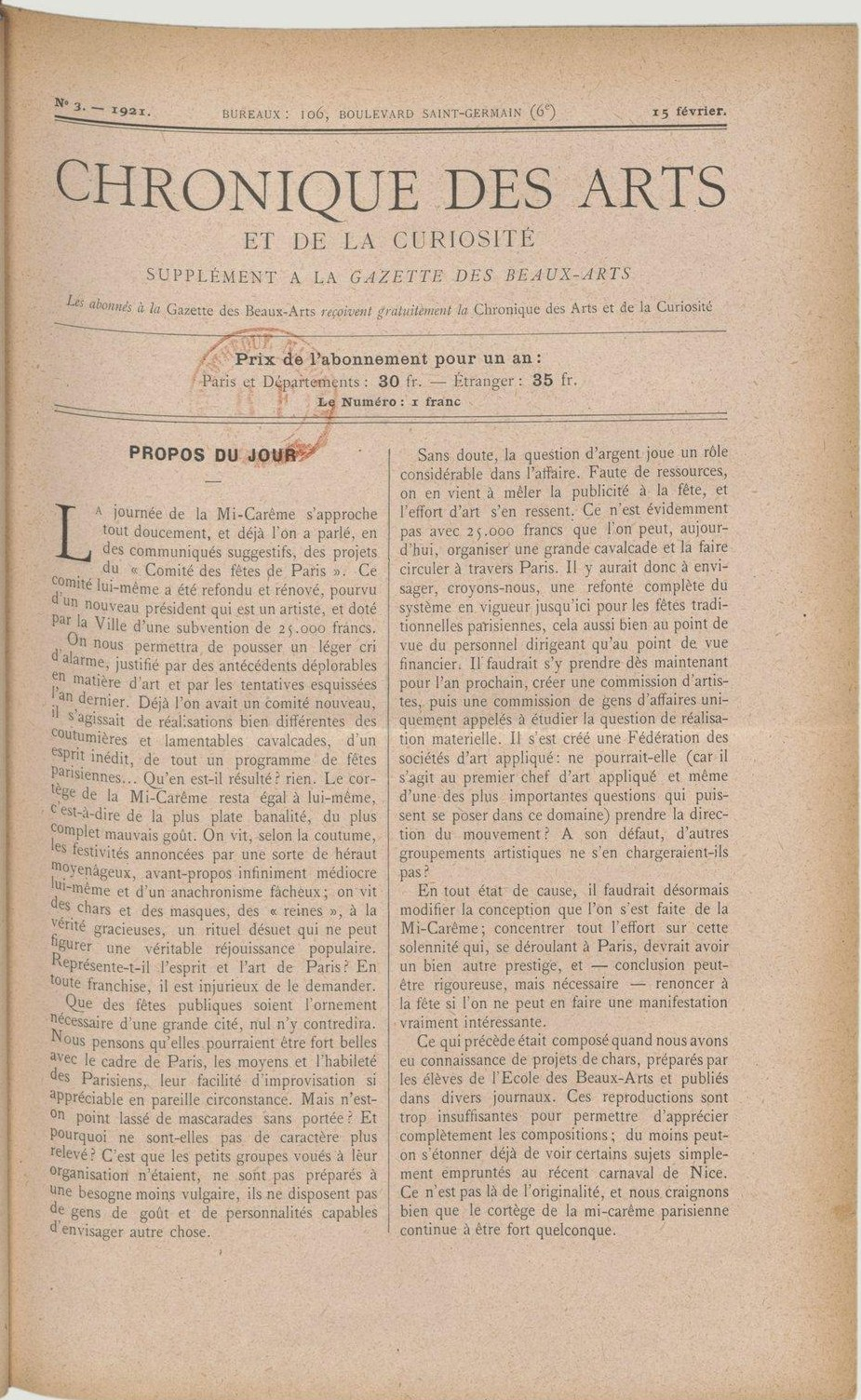
Exemple de chronique dans un périodique.

La chronique est un article de presse (presse écrite ou audio) ou une rubrique de radio ou de télévision consacré à un domaine particulier de l'actualité : une chronique peut donc être artistique, judiciaire, sportive, médicale, politique, scientifique, etc. Elle a pour particularité d'être régulière (quotidienne, hebdomadaire) et le plus souvent personnelle[C'est-à-dire ?].
Elle est plus longue que le billet[réf. souhaitée].